# بافلو اريو
بافلو اريو (بالأوكرانية: Павло Ар'є) مخرج مسرحي وكاتب أوكراني ولد في (16 أكتوبر 1977 في لفيف)

## حياته
نشأ في لفيف. في عام 2004 انتقل إلى ألمانيا. عاش في كولونيا حيث قدم عرضًا في المسرح التجريبي الروسي التابع للمعهد السلافي التابع لجامعة كولونيا.
حصل على منحة دراسية إلى 2010 مسرحيات جديدة من أوروبا، والبرنامج الدولي للدراما في مسرح رويال كورت
شارك في مهرجان برلينر 2013، من 2016 إلى 2017 ، كان أمينًا لمهرجان المسرح "Stückemarkt" في هايدلبرغ.

## أعماله
- عشر وسائل للانتحار 2004
- الثورة والحب والموت والأحلام 2005
- أيقونة ، 2006
- تجربة ، 2007
- ألوان ، 2008
- الرجل في حالة ارتفاع 2010
- المجد للأبطال 2012
- في بداية ونهاية الوقت 2013
- الأغنام 2013
- في مكان ما على القمر 2013
- الناس حتى الآن 2020[4]